# Fiat Tempra
Fiat Tempra är sedan- respektive kombiversionerna av Fiat Tipo och introducerades 1990. Modellen ersatte då Fiat Regata. Tempra gick att få i Sverige med motorer på mellan 1,6 och 2,0 liter med en effekt mellan 89 och 113 hästkrafter. Fram till b-stolpen var modellen identisk med Tipo (förutom fronten), men bagageutrymme och yttre akterdesign skilde, liksom inredningen. 1991 kostade den billigaste Tempran 102 000 kronor, vilket var ungefär lika mycket som för konkurrenten Volkswagen Jetta med 4 dörrar och liknande motor.
Teknikens Värld menade att Tempra förtjänade ett bättre öde än att förknippas med Fiats då dåliga rykte efter flera modeller på 70- och 80-talet. Inte många såldes i Sverige.
1996 ersattes modellen av Fiat Marea.

## Motoralternativ
| Modell   | Motor                  | Cylindervolym | Effekt | Vridmoment | Bränslesystem      |
| -------- | ---------------------- | ------------- | ------ | ---------- | ------------------ |
| 1.4      | 4-cyl radmotor SOHC 8v | 1372 cm³      | 76 hk  | 106 Nm     | Förgasare          |
| 1.4 i.e. | 4-cyl radmotor SOHC 8v | 1372 cm³      | 69 hk  | 106 Nm     | Bränsleinsprutning |
| 1.6      | 4-cyl radmotor SOHC 8v | 1581 cm³      | 84 hk  | 130 Nm     | Förgasare          |
| 1.6 i.e. | 4-cyl radmotor SOHC 8v | 1581 cm³      | 75 hk  | 125 Nm     | Bränsleinsprutning |
| 1.6 i.e. | 4-cyl radmotor SOHC 8v | 1581 cm³      | 78 hk  | 124 Nm     | Bränsleinsprutning |
| 1.6 i.e. | 4-cyl radmotor SOHC 8v | 1581 cm³      | 90 hk  | 127 Nm     | Bränsleinsprutning |
| 1.8 i.e. | 4-cyl radmotor DOHC 8v | 1756 cm³      | 90 hk  | 128 Nm     | Bränsleinsprutning |
| 1.8 i.e. | 4-cyl radmotor DOHC 8v | 1756 cm³      | 103 hk | 137 Nm     | Bränsleinsprutning |
| 1.8 i.e. | 4-cyl radmotor DOHC 8v | 1756 cm³      | 109 hk | 140 Nm     | Bränsleinsprutning |
| 2.0 i.e. | 4-cyl radmotor DOHC 8v | 1995 cm³      | 113 hk | 156 Nm     | Bränsleinsprutning |
| 1.9 D    | 4-cyl radmotor SOHC 8v | 1929 cm³      | 65 hk  | 119 Nm     | Dieselmotor        |
| 1.9 TD   | 4-cyl radmotor SOHC 8v | 1929 cm³      | 90 hk  | 186 Nm     | Turbodiesel        |